# Ferrari Dino GT4
La Ferrari Dino 308 GT4 è un'autovettura coupé prodotta in serie dalla Ferrari tra il 1974 e il 1980 e presentata al Salone dell'automobile di Parigi del 1973. Nel 1975 dalla Ferrari Dino 308 GT4 è derivata la Ferrari Dino 208 GT4, vettura con identica carrozzeria ma motore di cilindrata ridotta.
Secondo i numeri della produzione Ferrari, pur nel periodo della crisi petrolifera di quegli anni, la Dino 308 GT4 è stata prodotta in 2826 esemplari e la Dino 208 GT4 in 840 esemplari.

## Storia e caratteristiche
Pensata come elemento complementare del marchio Dino, in cui era già presente la due posti Dino 246 GT, la Dino 308 GT4 rappresenta una pietra miliare nella storia della Ferrari per la notevole quantità di novità introdotte. Infatti essa è la prima vettura di serie prodotta dalla casa di Maranello ad adottare lo schema V8 a motore posteriore centrale, la prima ad avere il comando degli organi della distribuzione comandato da cinghie dentate in gomma, la prima e unica Ferrari di serie a portare la firma di Bertone. È anche stata la prima Ferrari offerta ufficialmente in prova a una testata giornalistica di settore (Quattroruote del Febbraio 1974).
Il disegno della carrozzeria venne affidato alla Bertone e avrebbe dovuto trovare quella quadratura del cerchio che molti costruttori di automobili sportive cercavano da tempo: l'abitabilità per 4 persone e il motore posteriore centrale (il "4" nella sigla era indicativo proprio del numero di posti). Il designer Marcello Gandini realizzò una coupé dalle linee tese ed equilibrate, molto diverse dai canoni classici del duo Ferrari-Pininfarina e simili a quelle della rivale Lamborghini Urraco, disegnata dallo stesso Gandini.

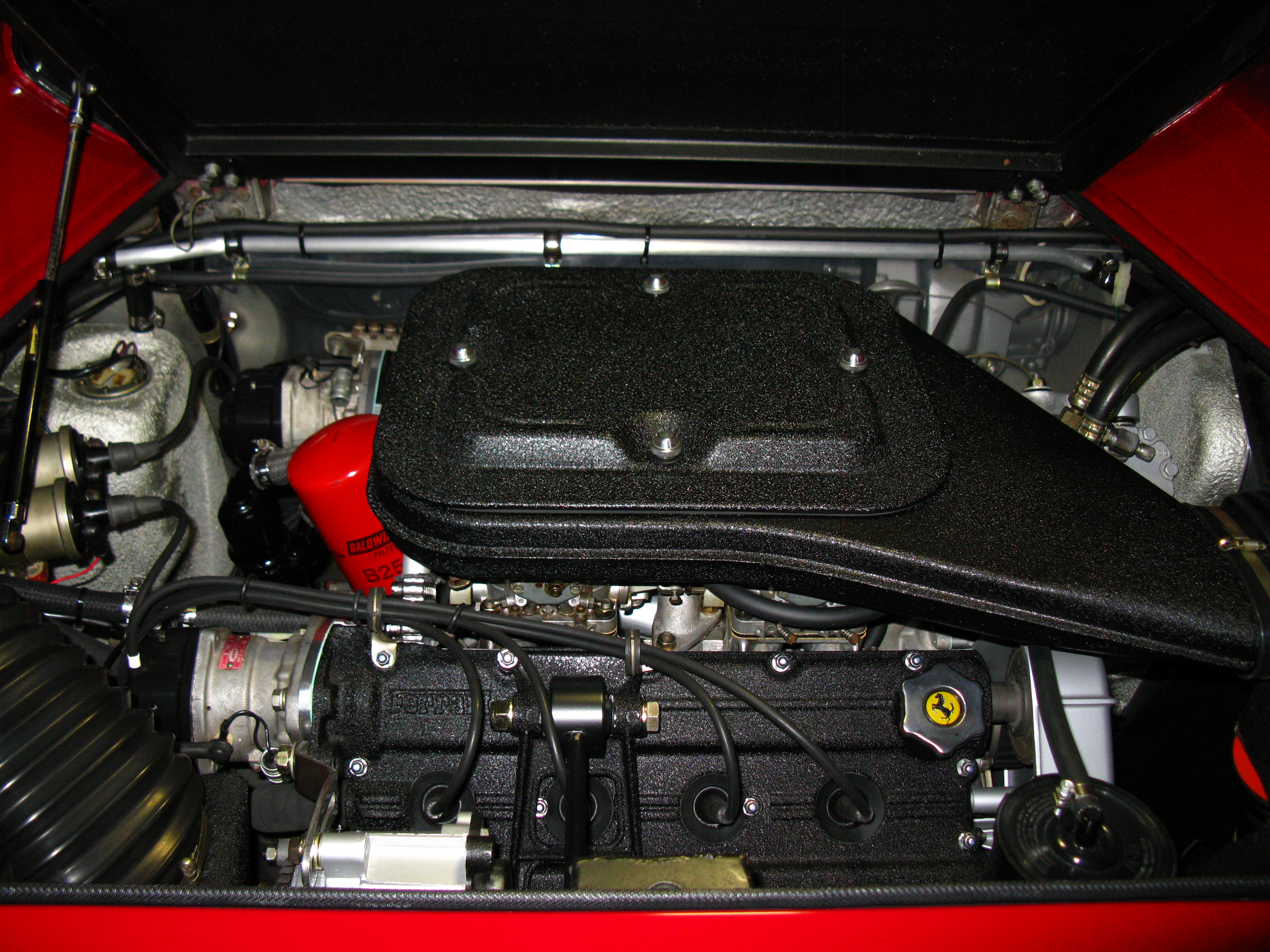
Motore della Dino 308 GT4

Secondo quanto riportato in un'intervista a Piero Ferrari, fu Enzo Ferrari stesso a scegliere Bertone per questa vettura, avendo particolarmente apprezzato il lavoro da questi svolto sulla Fiat Dino coupé e, secondo la testimonianza di Gandini, Enzo Ferrari era direttamente coinvolto nello sviluppo della vettura al punto che i suoi collaboratori avevano preparato una struttura mobile dotata di sedili, pedali e motore affinché lui potesse dare suggerimenti sulla posizione di guida.
Raffinata la meccanica, a partire dal nuovo motore V8 di 2926 cm³ con distribuzione bialbero su ogni bancata che, grazie all'alimentazione a 4 carburatori a doppio corpo, erogava 255 CV SAE, in seguito indicati come DIN con il valore di 230 CV.
Il telaio con traliccio centrale era di impostazione sportiva, derivato da quello della 246 GT con passo allungato, le sospensioni a ruote indipendenti con triangoli sovrapposti e i freni con 4 dischi autoventilati. Il cambio era manuale a 5 rapporti con differenziale autobloccante.
La Dino 308 GT4 fu subito apprezzata per le notevoli doti dinamiche, la visibilità particolarmente ampia per una vettura sportiva e la comodità d'uso, anche grazie a un discreto bagagliaio.
Esemplari prodotti (dati forniti da Ferrari SpA):
- 1974: 764 unità
- 1975: 598 unità
- 1976: 439 unità
- 1977: 320 unità
- 1978: 267 unità
- 1979: 326 unità
- 1980: 112 unità

Totale generale: 2 826 unità.

## Ferrari Dino 208 GT4

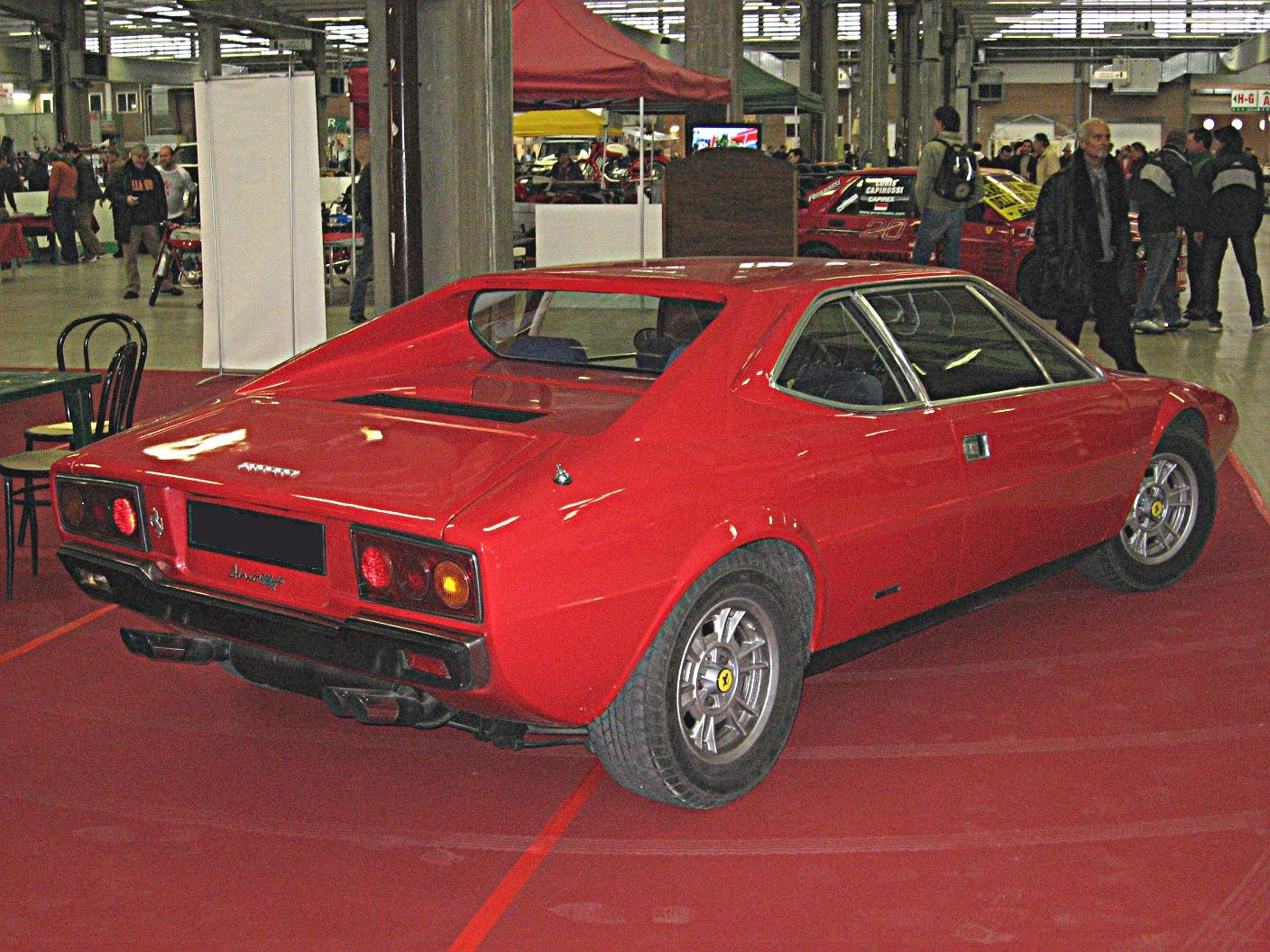
Vista posteriore

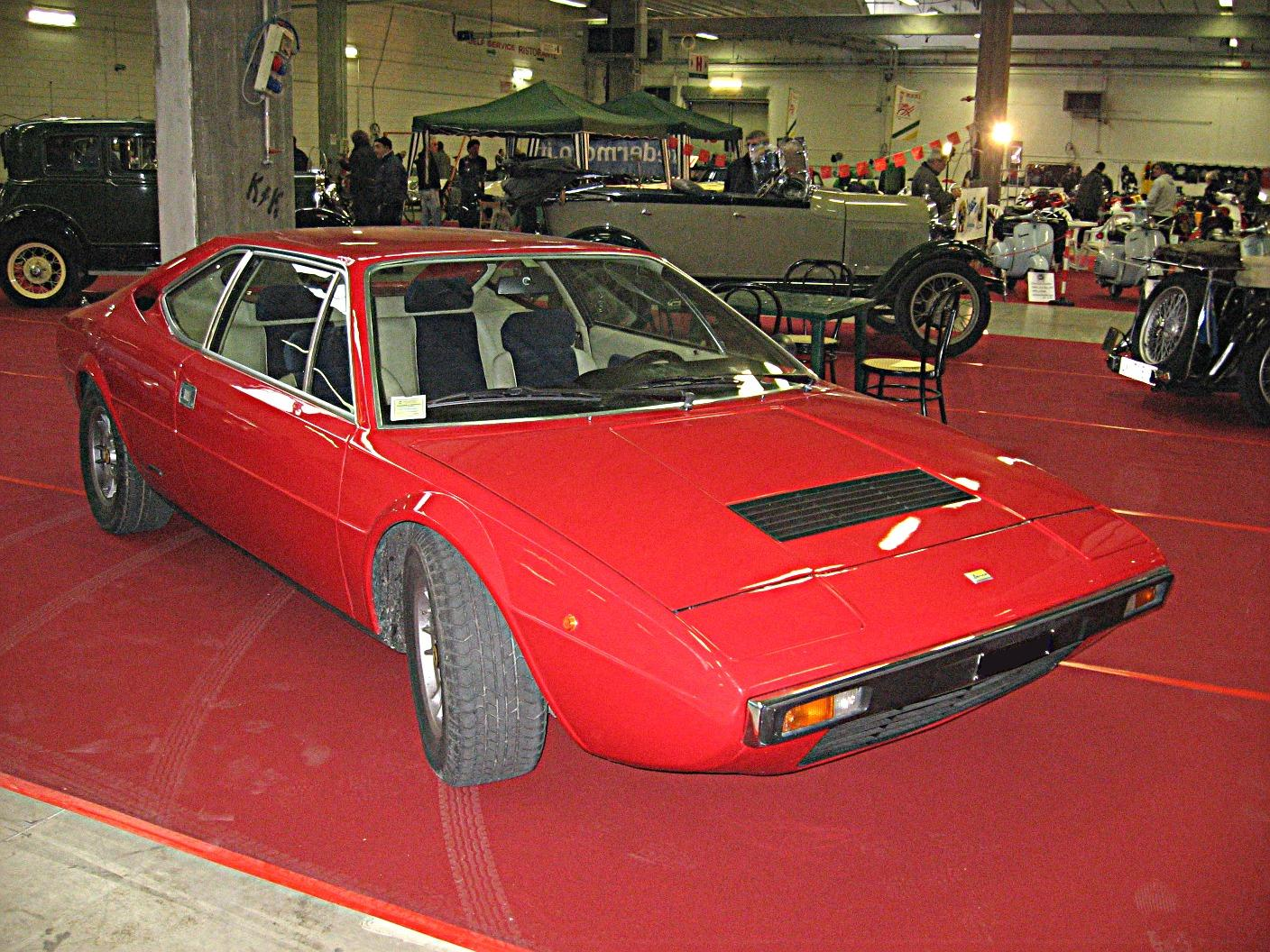
Una Ferrari Dino 208 GT4

Nel 1975, a seguito della crisi energetica che in quel periodo colpì l'Europa, l'Italia introdusse un aggravio fiscale per le vetture dotate di motori superiori ai 2000 cm³, portando diverse case a inserire versioni con cilindrate ridotte dei modelli in listino. La Ferrari decise quindi di affiancare alla Dino 308 GT4, la Dino 208 GT4 mossa dallo stesso V8 con cilindrata ridotta a 1991 cm³ (180 CV). Esteriormente differente in pochi dettagli dalla 3 litri, la Dino 208 GT4 grazie al suo motore di cilindrata ridotta riusciva nell'intento di evitare gli aggravi fiscali vigenti in Italia, mercato a cui era destinata.
Il motore della Dino 208 GT4 è il V8 più piccolo mai prodotto in serie e mostra un rapporto potenza/cilindrata notevole per l'epoca.

## Curiosità

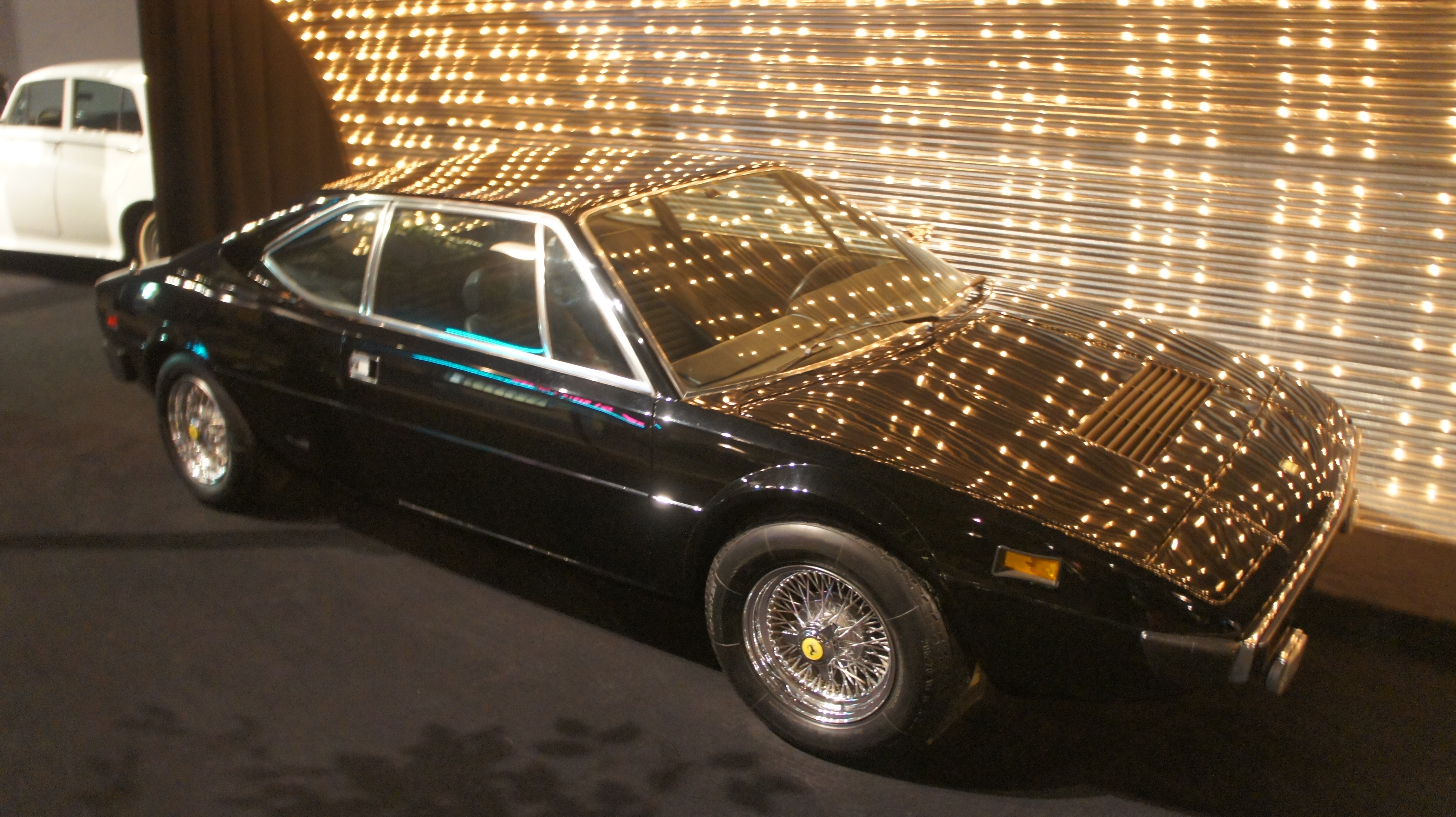
La Dino GT4 di Elvis Presley

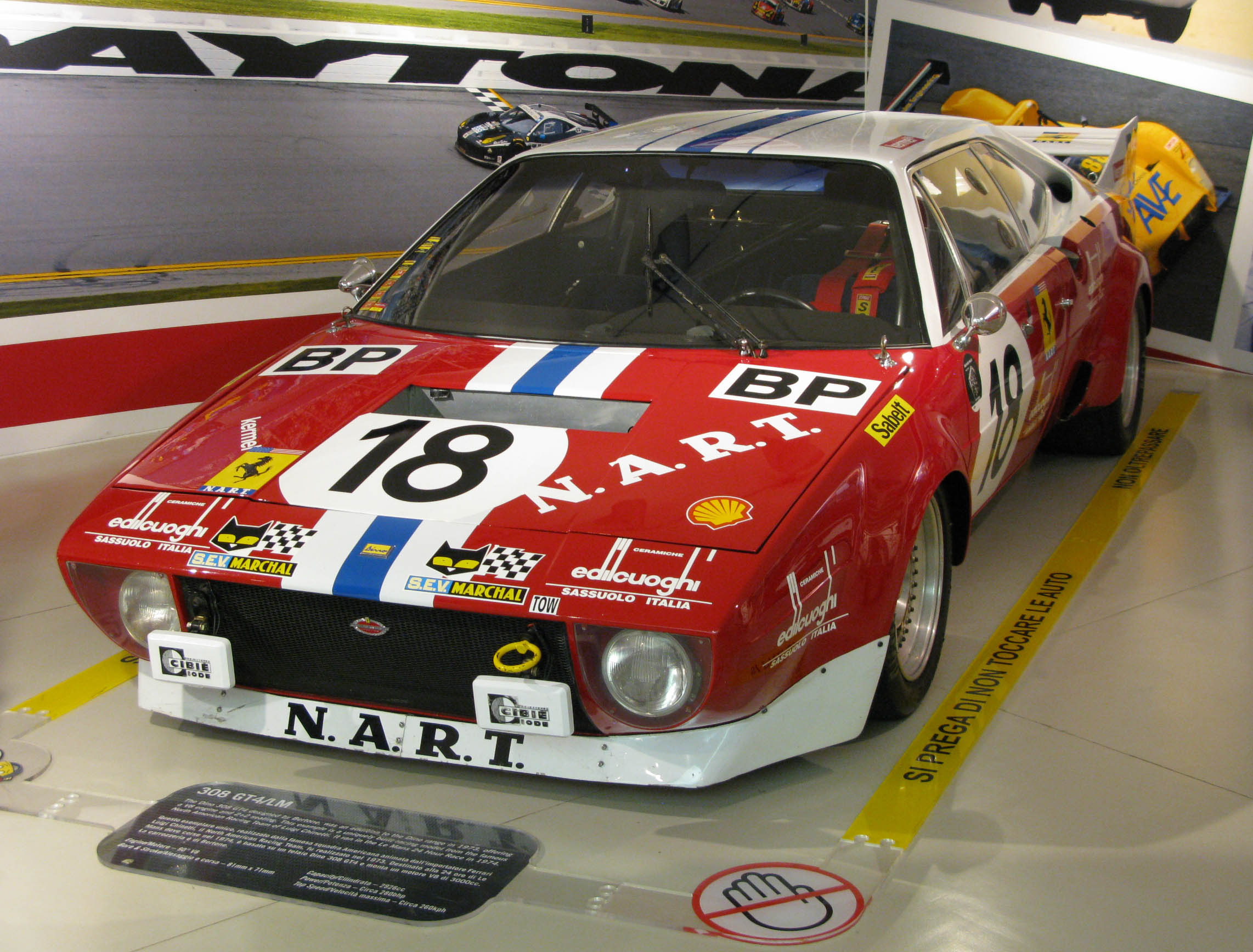
La Ferrari Dino 308 GT4 LM

- A seguito dello schema meccanico non consono alla tradizione Ferrari del V12 anteriore la vettura venne immessa sul mercato con il marchio Dino e fu “promossa” al cavallino rampante, nella versione 3 litri, solo a partire dalla metà del 1976 per motivi legati al mercato americano. Questo perché a seguito delle stringenti regolazioni anti-inquinamento nel 1976 la 308 GT4 era l'unica vettura esportata da Ferrari oltreoceano. In totale furono 614 le GT4 importate negli Stati Uniti d'America.
- Una 308 GT4 nera del 1975 fu acquistata da Elvis Presley nell'Ottobre 1976, ed è oggi esposta nel museo dedicato alle automobili possedute dal cantante statunitense, che si trova dirimpetto a Graceland, la sua villa (anch'essa un museo) a Memphis negli Stati Uniti.
- Una 308 GT4 appositamente preparata partecipò alle edizioni 1974 e 1975 della 24 ore di Le Mans, ottenendo però scarsi risultati.
- Il pilota di F1 Emerson Fittipaldi provò una 308 GT4 per Quattroruote definendola “una delle migliori GT”.
- Secondo una pubblicità americana dell'epoca, il pilota Niki Lauda è stato direttamente coinvolto nello sviluppo della vettura[5].